# Acarnidae
Acarnidae é uma família de esponjas marinhas da ordem Poecilosclerida.

## Gêneros
- Acanthorhabdus Burton, 1929
- Acarnus Gray, 1867
- Acheliderma Topsent, 1892
- Cornulella Dendy, 1922
- Cornulum Carter, 1876
- Damiria Keller, 1891
- Dolichacantha Hentschel, 1914
- Iophon Gray, 1867
- Megaciella Hallmann, 1920
- Paracornulum Hallmann, 1920
- Tedaniophorbas de Laubenfels, 1936
- Wigginsia de Laubenfels, 1953
- Zyzzya de Laubenfels, 1936